# 全日本セーリング選手権大会
全日本セーリング選手権大会（ぜんにほん―せんしゅけんたいかい）は、日本セーリング連盟が主催する国内大会である。

## 概略
毎年9月に国民体育大会のプレ大会として翌年の国体開催地にて開催。このため国体に準じた区分となっている。
併せて高松宮妃記念杯全日本実業団ヨット選手権大会・全日本セーリングスピリッツ級選手権大会（1997年）も開催される。

## 競技種目
全日本セーリング選手権大会
- 国体シングルハンダー級（成年男子）
- 国体ウィンドサーフィン級（成年男子・成年女子）
- シーホッパー級SR（成年女子・少年男子・少年女子）

全日本セーリングスピリッツ級選手権大会
- セーリングスピリッツ級 （成年女子・少年男子・少年女子）

全日本実業団ヨット選手権大会
- 国際470級
- 国際スナイプ級